# 奶茶
奶茶，是一種將茶和奶（或奶精、沖泡奶粉）混合的飲料，可加以調理飲用，世界各地都可見到其蹤影，而此飲料的起源和製作方式則因各地特色有所不同。

## 種類

### 袋泡式奶茶
袋泡式奶茶是一種將茶葉、糖與包裹在棉紙袋中的產品，製作過程與一般市面上常見的即溶奶茶有所不同。這種奶茶的特色在於其製作工序經過烘乾與培養，但即便如此，茶葉在保存期間內可能仍會發生發酵現象。因此，為了確保茶葉在保質期內能保持最佳風味，建議在期限內使用完畢。
為解決快速發酵的問題，通常需要依賴特殊技術來穩定茶葉的狀態，從而維持其品質與風味。這樣的技術不僅能延長產品的保存期限，也能確保消費者每次飲用時都能享受到口感與風味俱佳的奶茶。

### 罐裝、瓶裝奶茶

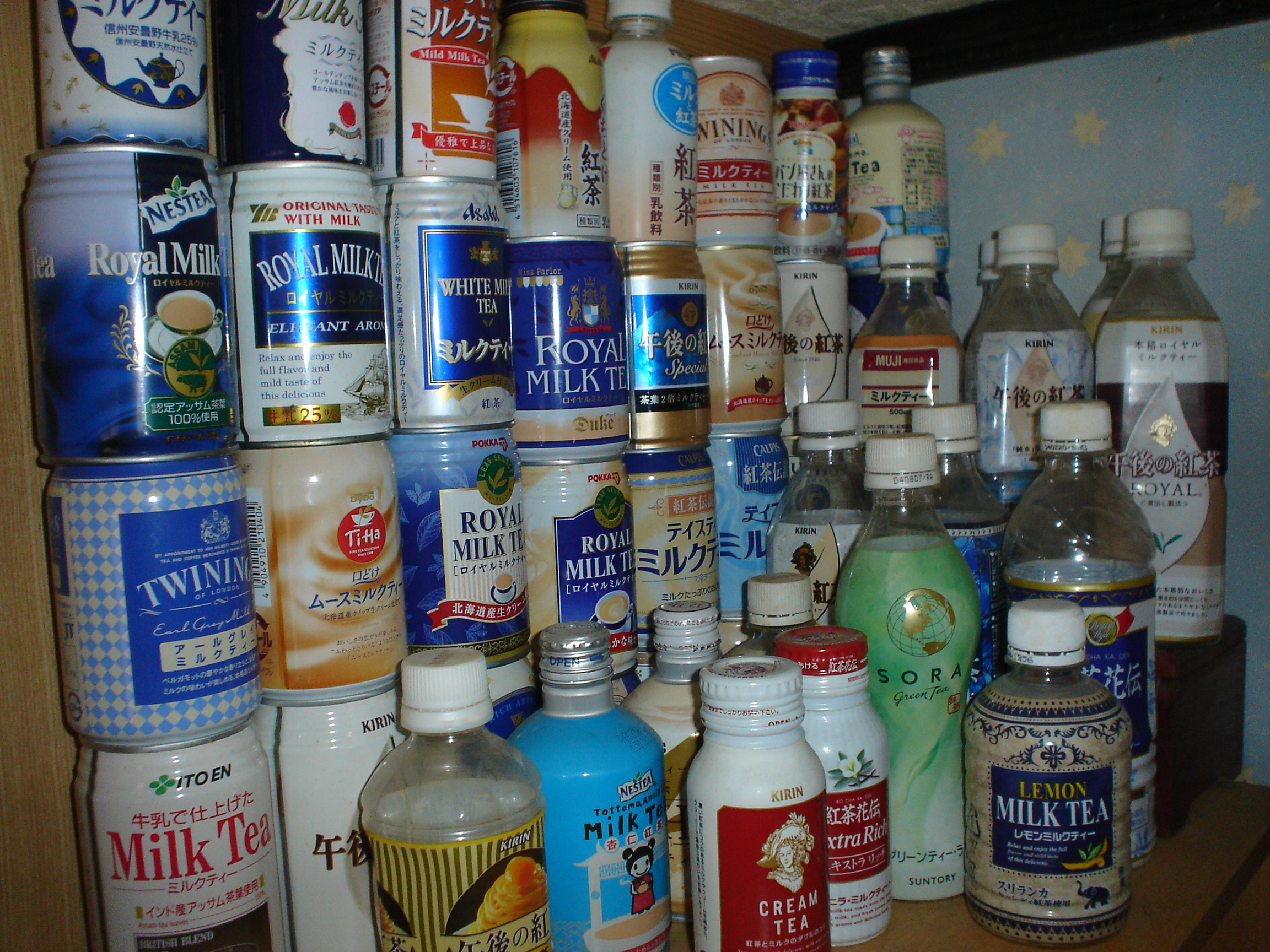
日本罐裝奶茶產品

通常由工廠大量製造並販售到各銷售店，像是便利商店、量販店、雜貨店、直營店等。
配方通常是紅茶、牛奶混合在一起，有些地方也會改成其他茶類作為代替。

成分通常也基於普通奶茶口感為主，像是生乳、茶葉、糖、水，其餘如奶粉、脂肪酸甘油酯等人工添加物。市面上的罐裝、瓶裝奶茶極多。

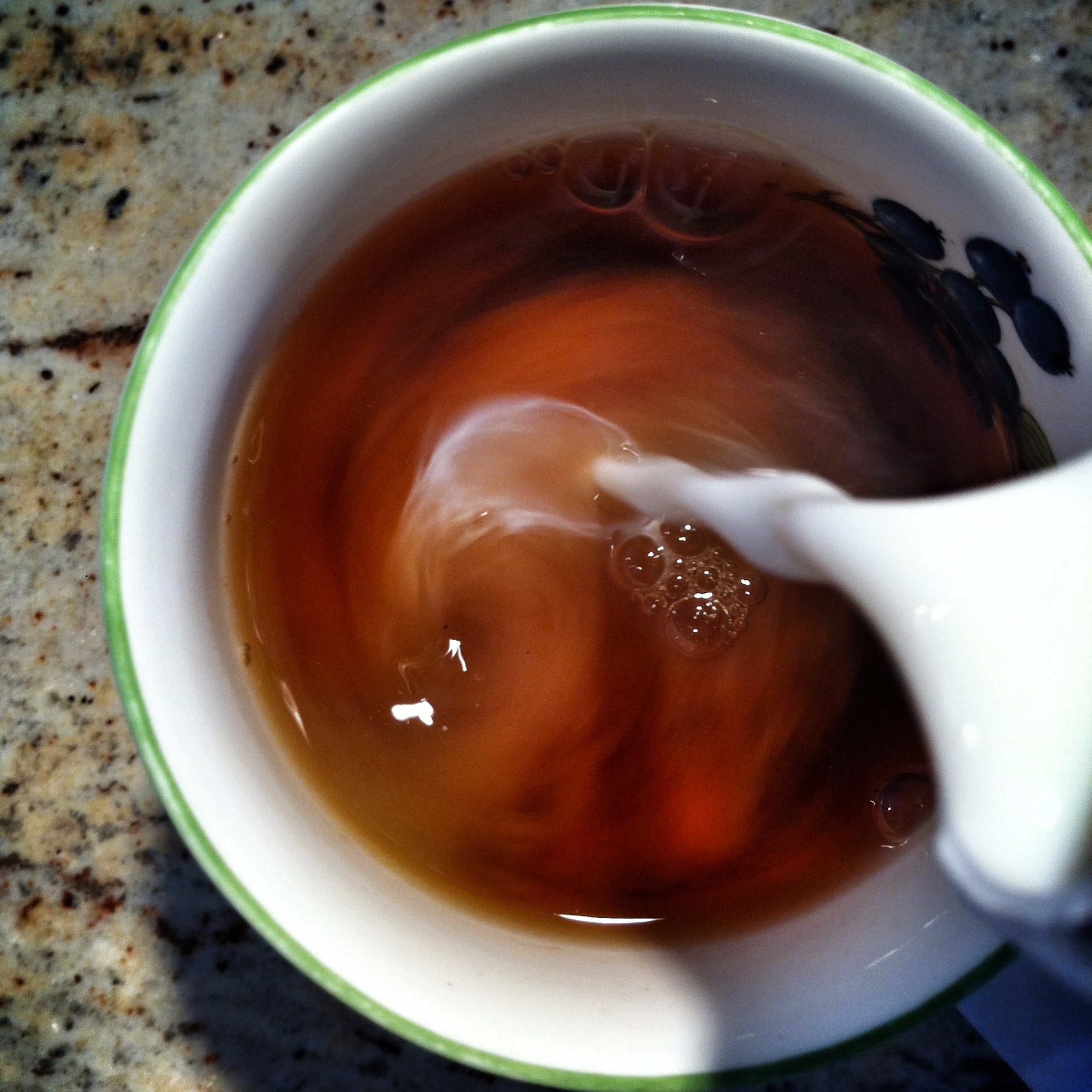
把奶加進茶的過程

## 世界各地的奶茶文化

### 中國大陸
蒙古族、哈薩克族、柯爾克孜族、藏族等均有製作奶茶的習慣。蒙古奶茶以磚茶、牛奶（或羊奶、馬奶）、牛油煮成，加鹽調理使味道偏鹹。
自2000年左右，台灣形式的珍珠奶茶开始在中國大陸出现，市場規模逐漸擴大，統稱為新式茶饮。
2018年起，奶茶品牌開始採用網紅行銷策略，使得部分城市門市顧客流量不絕。有多達兩千種搭配選擇，但銷量最高的是珍珠、紅豆和布丁這幾款獨特的經典成分。产品檔次，從使用紅茶粉和奶精的低成本產品，到採用新鮮牛奶和現場煮製高級奶茶，甚至高端茶葉如大紅袍、龍井茶也成為一些品牌的選用。

### 香港

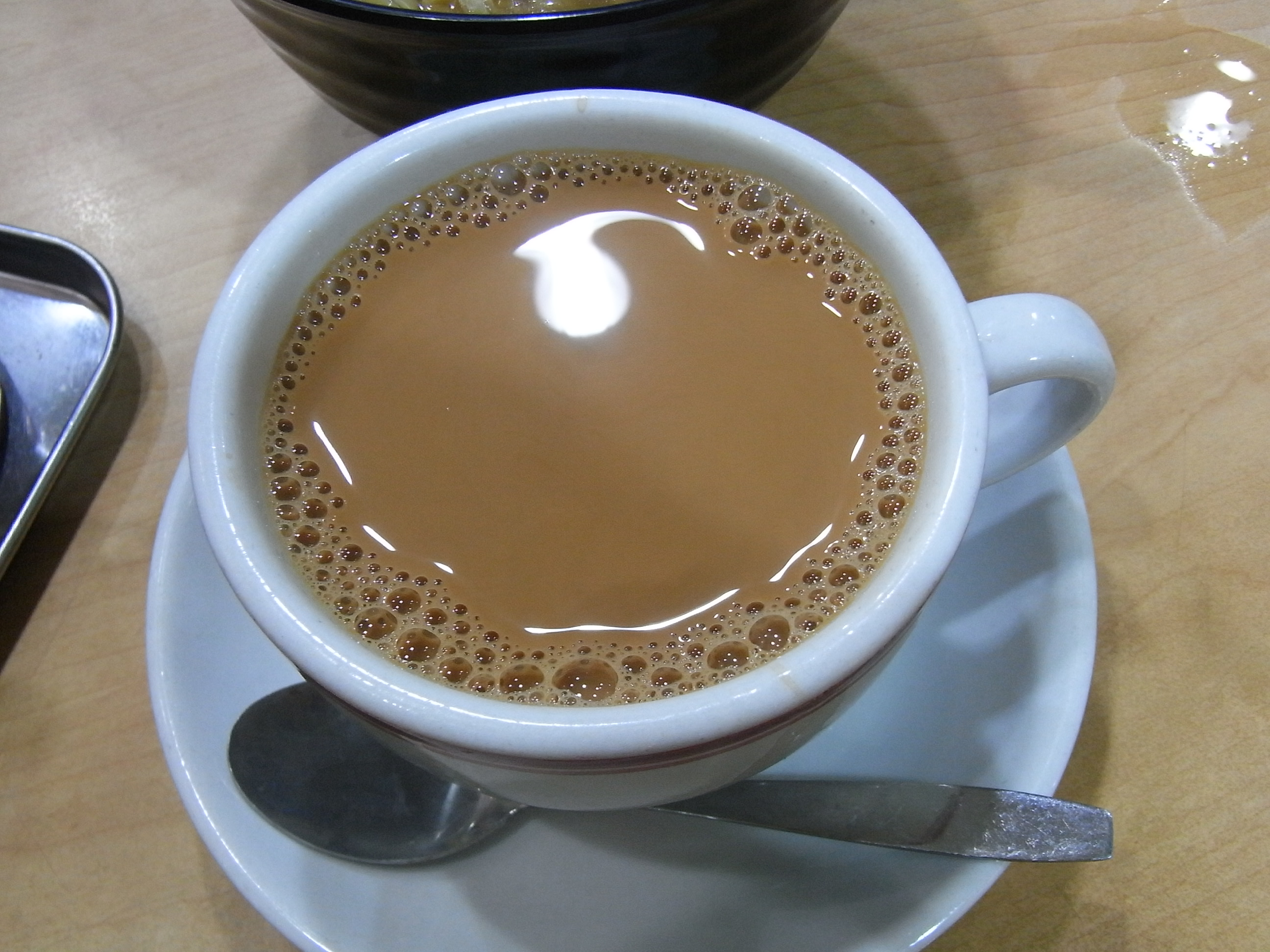
一杯熱的港式奶茶

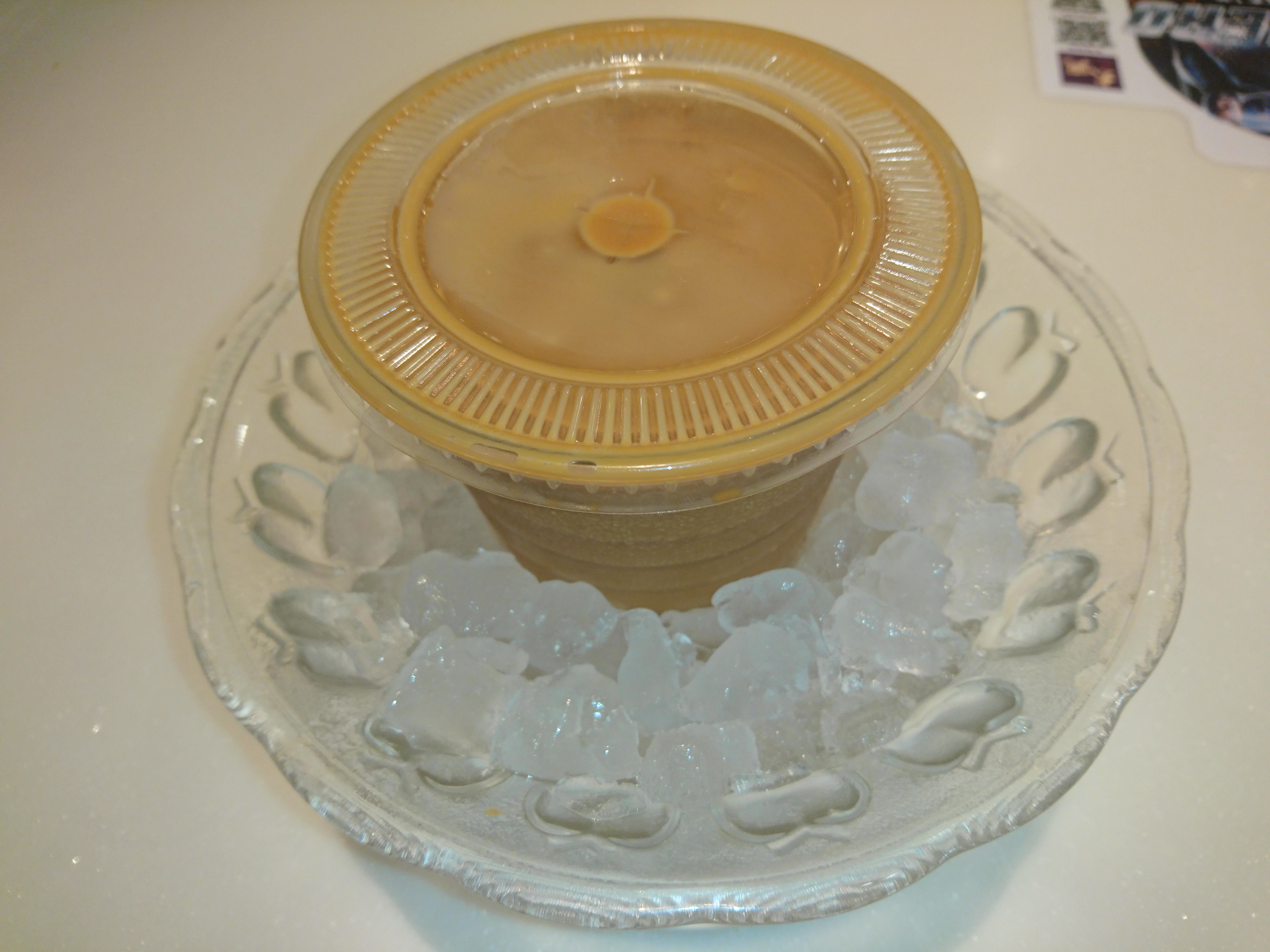
冰鎮港式奶茶

港式奶茶是香港的茶類飲料，是普羅大眾外出用餐時最常喝的飲品之一，有調查稱香港人每日飲用超過250萬杯奶茶。香港的快餐店和茶餐廳的餐點常把奶茶作為配餐的飲料一起發售，而且不一定只配合西餐飲用，吃廣東菜或咖哩餐都可喝港式奶茶。當地飲用奶茶的習慣源於英國的下午茶，但製法有所不同，以紅茶混和濃鮮奶加糖製成，用乳量及糖份較多，冷熱飲均可。這種奶茶在澳門也十分常見。
港式奶茶又稱為「絲襪奶茶」，原因是用作過濾奶茶的棉紗濾袋經紅茶浸泡後，顏色與外觀猶如絲襪。據說以棉紗茶袋濾過的紅茶更濃郁及細滑，茶味更均勻，成為港式奶茶的特點。港式奶茶之後演化出其他茶類飲料，把港式奶茶和咖啡混和一起便成為鴛鴦，而茶走是指用港式奶茶的沖茶方法，但使用煉奶代替淡奶及白糖。

### 台灣
起源於台灣的珍珠奶茶，則於奶茶中內加入煮熟後外觀烏黑晶透的粉圓，遂以「珍珠」命名，另可加入布丁、椰果、仙草等各式配料，調製特殊風味。珍珠奶茶已成為台灣文化的重要象徵，台灣人甚至將每年的4月30日設為全國珍珠奶茶日。
奶茶在台灣傳統、現代的早餐店為菜單必備選項之一。
台灣傳統早餐店的奶茶通常加入奶精以及紅茶混合而成，成分可能會影響身體健康。

### 新加坡和馬來西亞
馬來西亞和新加坡的奶茶稱為「拉茶」，製作方法與香港奶茶差不多，唯多一道「拉」的程序，已成為講技巧的一門手藝。所謂「拉茶」即是將已煮好的奶茶由一個器皿高空倒入另一個器皿中，此過程會被重覆數次，高度的衝力被認為可以激發奶茶濃郁之香氣並使之滑潤均勻。但亦有人指這些工序欠缺衛生考量，可能對奶茶的品質構成負面影響。
早在珍珠奶茶流行之前，马来西亚部分地区就出現過在咖啡或奶茶加入沙谷米的飲用方式，只可惜並未流行起来，一直到珍珠奶茶的流行才再次有店家销售加入沙谷米的奶茶，然而沙谷米雖有價格優惠但不如粉圓清香Q彈，始終成不了主流。

### 英國
傳統的英式奶茶以紅茶為基礎，只用少量牛奶，不用鮮奶油，有時亦會加糖。茶杯的體積較少，一般於早餐、下午茶或晚餐後聊天時飲用。

### 泰國
先用剛滾開的熱水沖泡茶葉，再將煉乳加入茶湯，通常都會再加入一種一半鮮奶，一半奶油調製成的乳品。

### 印度
馬薩拉茶（印地語：मसाला चाय， 直譯「混合香料茶」）是一種以紅茶葉（ 如阿薩姆紅茶、大吉嶺紅茶 ）為主，再加入香料及藥草調味的飲品，其特色為濃郁的香味。源自於印度，目前已為世界所盛行的飲品。傳統以綠色小豆蔻莢、肉桂、丁香粉、薑及黑椒粒與紅茶葉熬煮，但現今已有茶包、沖泡粉及濃縮粉的形式。

## 健康問題
奶茶多饮可能会伤胃，因為紅茶茶葉含有較高的單寧酸，容易刺激肠胃蠕动。大量攝取茶葉中的咖啡因，會引起尿頻、心悸及失眠等問題。全脂牛奶的營養豐富，但脂肪含量較高，不可攝取過量，天然牛奶本身含有反式脂肪酸，大量飲用會增加心血管疾病風險。市面售賣的預先包裝及杯裝奶茶飲品為了產生比加入牛奶更幼滑的口感，以及基於成本和存放的考慮，故此常以奶精代替牛奶，不但缺乏由牛奶提供的營養及礦物質，也有高脂肪問題，部分奶精因為含有氫化植物油，導致其反式脂肪酸甚至比牛奶更高。此外，手搖、瓶裝及罐裝的奶茶飲品，因為冷飲比熱飲需要加入更多糖分才可以產生相同的甜度，所以會有過量攝取糖分的問題。

## 奶茶聯盟
因為臺灣、泰國、香港都有各自的代表性奶茶飲料，三地的社群在2020年成立了一個虛擬的政治聯盟——奶茶聯盟，並且在2020年—2022年泰國示威中走向現實，推特也為此設立專有符號，至2021年印度、緬甸的社群也參加聯盟。